# Daniele Tebaldi
Daniele Tebaldi (Parma, 24 aprile 1961) è un ex rugbista a 15 e allenatore di rugby a 15 italiano, in carriera attivo nel ruolo di estremo e 15 volte internazionale per l'Italia, con la quale prese parte alla 1ª e alla 2ª edizione della Coppa del Mondo di rugby.

## Biografia
Cresciuto nel Noceto, squadra nella quale si mise in luce per la Nazionale, trascorse poi al Parma gran parte della sua carriera rugbistica.
Esordì in azzurro nel 1985 durante il tour di metà anno che prevedeva due incontri con la Namibia, che Tebaldi disputò nelle (per lui) insolite posizioni di apertura (primo incontro) e centro.
Fece anche parte della squadra agli ordini del C.T. Bollesan che partecipò alla Coppa del Mondo di rugby 1987 in Australia e Nuova Zelanda (due incontri, Argentina e Figi, in tale occasione nel ruolo nativo di estremo).
Impiegato a più riprese nei vari tornei FIRA, fu poi convocato dal nuovo C.T. Fourcade per prendere parte alla Coppa del Mondo di rugby 1991 in Inghilterra, torneo nel quale non venne mai, tuttavia, schierato.
L'ultimo incontro internazionale di Tebaldi fu nel 1991, con la squadra contro cui aveva esordito sei anni prima, la Namibia.
Dopo il ritiro, passato alla carriera tecnica, allenò il Castel San Pietro (BO); entrato nei ruoli federali nel 2002, ha guidato le Nazionali Under-18 e Under-19; a livello di club, dopo un biennio nel Reggio, dirige dal 2005 il settore giovanile del Parma, del quale è anche divenuto direttore tecnico; svolge la professione di insegnante di educazione fisica.
Suo nipote Tito, mediano di mischia, è anch'egli internazionale per l'Italia dal 2009.